# Escalerilla Zapata
Escalerilla Zapata es una localidad del estado mexicano de Guerrero. Es parte del municipio de Acatepec.

## Toponimia
El nombre «Zapata» rinde homenaje a Emiliano Zapata, héroe de la Revolución mexicana.

## Demografía
| Gráfica de evolución demográfica |
|                                  |

| Censo | Población |
| ----- | --------- |
| 1970  | 838       |
| 1980  | 507       |
| 1990  | 332       |
| 2000  | 479       |
| 2010  | 794       |
| 2020  | 1 024     |